# Hohenfelde (powiat Steinburg)
Hohenfelde – miejscowość i gmina w Niemczech, w kraju związkowym Szlezwik-Holsztyn, w powiecie Steinburg, wchodzi w skład urzędu Horst-Herzhorn.